# Festival du cinéma américain de Deauville 2015
Le Festival du cinéma américain de Deauville 2015, la 41e édition du festival, a eu lieu du 4 au 13 septembre 2015.

## Déroulement et faits marquants
Le jour de la cérémonie d'ouverture du Festival de Cannes 2015, les organisateurs annoncent que le réalisateur français Benoît Jacquot présidera le jury de cette 41e édition.
Le même mois il est annoncé que la marque de cosmétique Kiehl's devient le partenaire du festival, et remplace Cartier dans le Prix de la Révélation.
Les films d'ouverture et de clôture sont dévoilés le 3 août 2015. Il s'agit du film Everest de Baltasar Kormákur, qui ouvrira deux jours auparavant la Mostra de Venise 2015, et du film Sicario de Denis Villeneuve, qui été en compétition à Cannes.
Le 18 août 2015 les organisateurs annoncent deux nouveaux hommages aux comédiens britanniques Ian McKellen et Orlando Bloom. Ces deux acteurs ont joué ensemble sur les trilogies de Peter Jackson, Le Seigneur des Anneaux et Hobbit. Le lendemain est annoncé que l'actrice américaine Patricia Clarkson sera présente pour également recevoir un hommage.
Le réalisateur d'Armageddon ou encore de la saga Transformers, Michael Bay, recevra lui aussi un hommage ont annoncé le 21 août 2015 les organisateurs.
La sélection complète complète et les membres des jurys sont dévoilés le 24 août 2015,. Il est à noter que Pascal Bonitzer et Sophie Fillières, tous deux membres du jury de la compétition officielle, sont le père et la mère d'Agathe Bonitzer. Les organisateurs annoncent également la création d'un nouvel hommage: Le Nouvel Hollywood. Robert Pattinson et Elizabeth Olsen en sont les réceptionnaires.

## Jurys
Jury de la compétition officielle

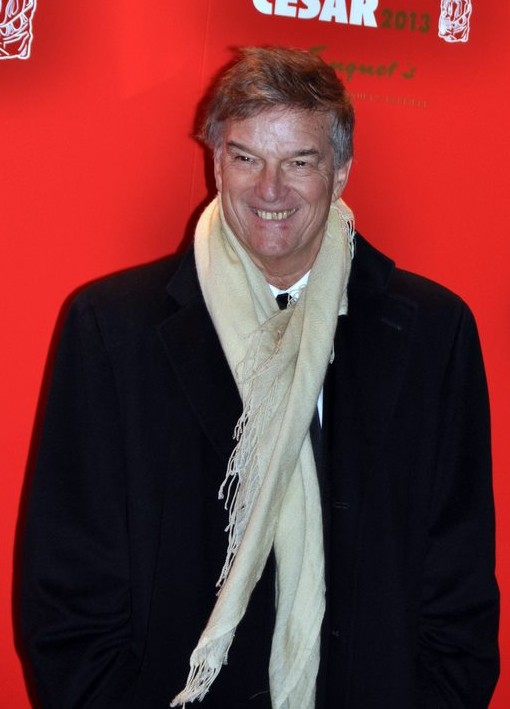
Benoît Jacquot président du jury.

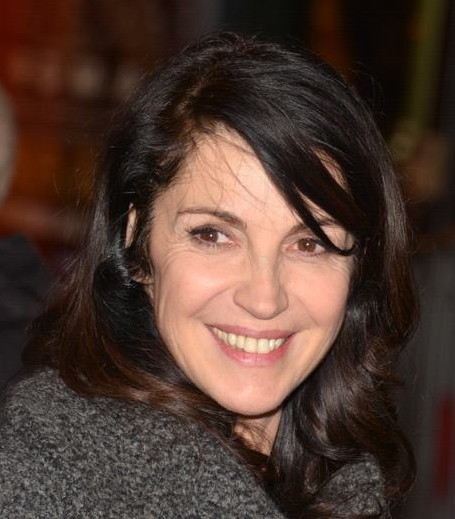
Zabou Breitman présidente de la Révélation.

- Benoît Jacquot (président du jury), réalisateur  France
- Pascal Bonitzer, scénariste, écrivain et réalisateur  France
- Louise Bourgoin, actrice  France
- Louis-Do De Lencquesaing, comédien et réalisateur  France
- Marc Dugain, écrivain  France
- Marie Gillain, actrice  Belgique
- Julien Hirsch, chef de la photographie  France
- Sophie Fillières, actrice  France
- Marthe Keller, comédienne  Suisse

Jury de la Révélation
- Zabou Breitman (présidente du jury), comédienne et réalisatrice  France
- Alice Isaaz, actrice  France
- Geraldine Nakache, actrice et réalisatrice  France
- Stanley Weber, acteur  France
- Rachelle Lefevre, actrice  Canada

## Sélection
La sélection complète est dévoilée le 24 août 2015,.

### Ouverture
- Everest de Baltasar Kormákur  Royaume-Uni  États-Unis (également présenté en film d'ouverture à Venise)

### Clôture
- Sicario de Denis Villeneuve  États-Unis (également présenté en compétition à Cannes)

### En compétition
- 99 Homes de Ramin Bahrani et Matteo Zingales
- Babysitter de Morgan Krantz
- Cop Car de Jon Watts
- Day Out of Days de Zoe Cassavetes
- Dixieland de Hank Bedford
- Dope de Rick Famuyiwa
- Emelie de Michael Thelin
- Green Room de Jeremy Saulnier
- I Smile Back de Adam Salky
- James White de Josh Mond
- Krisha de Trey Edward Shults
- Les Chansons que mes frères m'ont apprises de Chloé Zhao (Songs My Brothers Taught Me)
- Madame Bovary de Sophie Barthes
- Tangerine de Sean S. Baker

### Premières
- Knight of Cups de Terrence Malick (également présenté en compétition à Berlin)
- The Green Inferno de Eli Roth
- Knock Knock de Eli Roth (également montré à Sundance)
- Jamais entre amis de Leslye Headland
- Crazy Amy de Judd Apatow
- Agents très spéciaux : Code UNCLE de Guy Ritchie
- Danny Collins de Dan Fogelman
- Experimenter de Michael Almereyda
- Le Prodige de Edward Zwick
- Life de Anton Corbijn
- Mr. Holmes de Bill Condon
- October Gale de Ruba Nadda
- Ruth et Alex de Richard Loncraine

### Deauville, saison 6
- Bosch présenté par le scénariste et producteur Eric Overmyer

### Les docs de l'Oncle Sam
- This Is Orson Welles de Clara et Julia Kuperberg ;

## Hommages
- Terrence Malick, réalisateur (absent), avec la projection de ses trois dernières œuvres[10]: The Tree of Life (Palme d'or au Festival de Cannes 2011), À la merveille (compétition à la Mostra de Venise 2012), et Knight of Cups (compétition à la Berlinale 2015);
- Keanu Reeves, acteur, avec les projections de Point Break, Dracula, Speed et L'Associé du diable;
- Orson Welles, acteur (1915-1985) avec la projection de Citizen Kane, La Dame de Shanghai, et La Soif du mal, ainsi que le documentaire This Is Orson Welles de Clara et Julia Kuperberg ;
- Ian McKellen, acteur, avec la projection de Mr. Holmes (présenté en début d'année à la Berlinale 2015);
- Patricia Clarkson, actrice; avec les projections de The Station Agent, Good Night and Good Luck, Shutter Island et October Gale;
- Orlando Bloom, acteur; avec les projections de La Chute du faucon noir, Le Seigneur des anneaux : La Communauté de l'anneau, Pirates des Caraïbes : La Malédiction du Black Pearl et Zulu;
- Michael Bay, réalisateur; avec les projections de Bad Boys, Rock, Armageddon et Transformers;
- Lawrence Bender, producteur; avec les projections de Reservoir Dogs, Will Hunting, Inglourious Basterds et Safe;

### Le Nouvel Hollywood
- Robert Pattinson, acteur (absent), avec la présentation en avant première du film Life;
- Elizabeth Olsen, actrice.

## Palmarès
- Grand prix : 99 Homes de Ramin Bahrani
- Prix du jury : Tangerine de Sean Baker
- Prix de la critique internationale : Krisha de Trey Edward Shults
- Prix du public : Dope de Rick Famuyiwa
- Prix Kiehl's de la Révélation : James White de Josh Mond
- Prix Michel-d'Ornano : Les Cowboys de Thomas Bidegain